# 2,4-xylenol
2,4-xylenol is een organische verbinding met als brutoformule C8H10O. De stof komt voor als een gele tot bruine vloeistof of als kleurloze kristallen en is zeer slecht oplosbaar in water. 2,4-xylenol wordt voornamelijk gebruikt als organisch oplosmiddel en als fungicide.
Chemisch gezien is 2,4-xylenol een fenolderivaat, waarbij twee waterstofatomen aan de benzeenring vervangen zijn door methylgroepen. Het is een van de 6 mogelijke structuurisomeren van xylenol.

## Toxicologie en veiligheid
De stof ontleedt bij verbranding, met vorming van giftige gassen en irriterende dampen. 2,4-xylenol reageert met zuuranhydrides, zuurhalogeniden, basen en oxiderende stoffen. De stof is toxisch voor de mens (mogelijk kankerverwekkend) en voor aquatische organismen.
De stof is corrosief voor de ogen, de huid en de luchtwegen. Inademing van een aerosol van dit product kan longoedeem veroorzaken.